# Iridotaenia camerunica
Iridotaenia camerunica es una especie de escarabajo joya del género Iridotaenia, de la familia Buprestidae, orden Coleoptera.

## Distribución
Se distribuye por la ecozona afrotropical.

## Taxonomía
Fue descrita por Théry en 1930.